# Душица Билкић
Душица Билкић рођена Стефановић (Алексинац, 3. јун 1945) је српска певачица народне музике, изврстан интерпретатор изворних и компонованих народних песама. Њен репертоар чине компоноване песме народне музике, као и шумадијске, врањанске, староградске и песме са југа Србије и Косова. Професионалну музичку каријеру започела је 1966. године и до сада је снимила око 30 албума (ЕП, ЛП, ЦД). Супруга је певача Недељка Билкића.

## Биографија
Душица Билкић рођена је у Алексинцу. Расла је у радничкој породици, мајка је била домаћица, а отац рудар. У Алексинцу је завршила две године учитељске школе. Њен професор музике је био Мома Стефановић који јој је отворио видике што се музике тиче. Узор јој је била Даница Обренић, која јој је много помогла на почетку каријере. У време када је Душица полагала аудицију у Радио Београду, шеф оркестра био је Душан Радетић, а један од чланова жирија Ђорђе Караклајић, оснивач женског вокалног ансамбла "Шумадија". Душица је примљена и била члан овог ансамбла четири године, када заправо почиње њено професионално бављење музиком. Истовремено је била члан културно-уметничког друштва "Абрашевић".
Прву сингл-плочу, На старом бунару са четири песме чији је аутор Мића Стојановић снимила је 1966. године за Југотон. Композитор Обрен Пјевовић је 1967. године своје прве песме поверио управо Душици Билкић и примадони Београдске опере Гордани Јевтовић, својој сестричини. Исте године са песмом "Иду путем двоје", композитора Петра Танасијевића, наступала је на петом Београдском сабору и освојила прву награду за интерпретацију. И у наредним годинама учествовала је и освајала награде на Београдском сабору, Илиџи и др.
Од 1969. године у браку је са певачем Недељком Билкићем, имају два сина - Предрага и Александра. Са супругом и синовима је петнаест година живела у Канади. 
Током своје вишедеценијске каријере сарађивала је са многим композиторима, међу којима су: Петар Танасијевић (Иду путем двоје), Радојка Живковић (Дођи мојим ружама, Све због љубави), Миодраг Тодоровић Крњевац (Дано, Данче, Дануле), Љубо Кешељ (Старим путем опет дођи), Аца Степић (Пусти, мајко, да га сањам), Мића Стојановић (На старом бунару). Инструменталисти са којима је највише сарађивала су: Раде Јашаревић (шеф Народног оркестра), Ђорђе Караклајић, Боривоје Илић, Бранко Белобрк, Љубиша Павковић, Божидар Милошевић и ансамбл Радојке и Тинета Живковића. Са супругом је снимила више дуетских песама - Није злато све што сија, Седам година среће, Волео сам све што и ти волиш, Где си, мили мој и друге.
Њен репертоар је веома богат, а чине га, осим компонованих, пажљиво бираних народних песама, и песме из Врања и целе јужне Србије, песме са Косова, шумадијске и староградске песме. Снимила је велики број трајних снимака за Радио Београд.

## Дискографија

### Сингл-плоче
- 1966. На старом бунару (Југотон)
- 1967. Душица Стефановић и Гордана Јевтовић - Још сам млада и зелена (Југотон)
- 1967. Зарудела рујна зора (Спортска књига)
- 1969. Што се, ћери, не удаш (ПГП РТБ)
- 1969. Не поклањај црвено цвеће (Југотон)
- 1969. Душица и Недељко Билкић - Што ме, мајко, једног роди (ПГП РТБ)
- 1970. Остављена (ПГП РТБ)
- 1970. Стара липа не мирише (ПГП РТБ)
- 1971. Саша (ПГП РТБ)
- 1972. Једно је живот, друго су снови (Југотон)
- 1972. Теци, реко, у туђину (Југотон)
- 1973. Душица и Недељко Билкић - Сузама се опраштам од тебе (Југотон)
- 1974. Ја још не знам шта је љубав (Југотон)
- 1975. Никад нећу теби да се вратим (Југотон)
- 1975. Шумадијо, зелена ливадо (Југотон)
- 1975. Душица Билкић и Драгољуб Лазаревић - Селе, Јеле, што се не удајеш (ПГП РТБ)
- 1976. Дано, Данче, Дануле (ПГП РТБ)
- 1977. Душица и Недељко Билкић - Седам година среће (ПГП РТБ)
- 1978. Душица и Недељко Билкић - Волео сам све што и ти волиш (ПГП РТБ)
- 1978. Све због љубави (ПГП РТБ)
- 1978. Старим путем опет дођи (ПГП РТБ)
- 1979. Душица и Недељко Билкић - Никад више (Југотон)

### ЛП и ЦД
- 1970. Душица и Недељко Билкић (ПГП РТБ)
- 1976. Дођи мојим ружама (Југотон)
- 1979. Старим путем опет дођи (ПГП РТБ)
- 1984. Душица и Недељко Билкић - На крају дугих лутања (Југодиск)
- 1984. Угаси светло (Југодиск)
- 1991. А што ћемо љубав крити (ПГП РТБ)
- 2001. Некад цвале беле руже (ПГП РТС)

### Компилације
- 1972. Душица и Недељко Билкић (ПГП РТБ)
- 2009. Записано у времену, троструки диск (ПГП РТС)

## Фестивали
- 1967. Београдски сабор - Иду двоје путем, не говоре, прва награда за интерпретацију
- 1969. Београдски сабор - Колико ми драги мио
- 1970. Београдски сабор - Стара липа не мирише
- 1971. Београдски сабор - Зора је, трећа награда стручног жирија
- 1972. Београдски сабор - Суза већ нема
- 1975. Илиџа - Шумадијо, зелена ливадо
- 1975. Београдски сабор - Дођи мојим ружама, друга награда стручног жирија
- 1975. Београдски сабор - Селе Јеле што се не удајеш (дует са Драгољубом Лазаревићем)
- 1976. Београдски сабор - Дано, Данче, Дануле
- 1977. Хит лета - Седам година среће (дует са Недељком Билкићем)
- 1977. Илиџа - Пусти мајко да га сањам, прва награда стручног жирија за текст
- 1977. Београдски сабор - Све због љубави, друга награда стручног жирија
- 1978. Хит парада - Волео сам све што и ти волиш (дует са Недељком Билкићем)
- 1978. Парада хитова - Старим путем опет дођи
- 1987. МЕСАМ - Што је било, не враћа се више
- 1996. Бања Лука - Стани, стани зоро (Вече градске песме)
- 2006. Златиборска песма - Вратила се моја срећа